# Mori Mitsuko

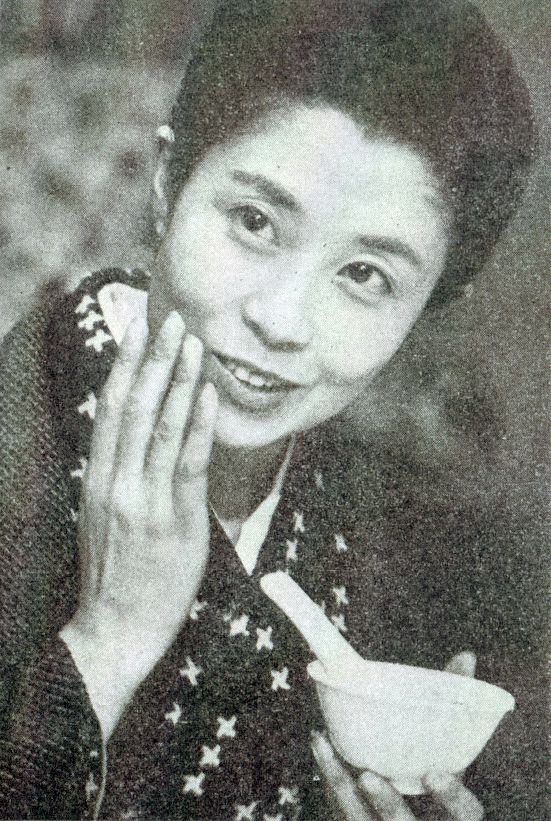
Mori Mitsuo, 1962

Mori Mitsuko (japanisch 森 光子, eigentlich Murakami Mitsu (村上 美津); geboren 9. Mai 1920 in Kyōto; gestorben 10. November 2012 in Tōkyō) war eine japanische Schauspielerin und Sängerin.

## Leben und Wirken
Mori Mitsuko machte 1935 ihr Debüt als Schauspielerin in einem Film „Kleiner Mönch Narihara – Shunka 108 Stadtteile “ (なりひら小僧　春霞八百八町), den ihr Vetter Arashi Kanjūrõ (1902–1950) produzierte. 1952 schloss sie sich der Takarazuka Revue an und sang auch in Radioprogrammen.
1958 wechselte sie mit dem Regisseur Kikuta Kazuo nach Tōkyō und begann dort eine Karriere als Sängerin. 1961 konnte sie zum ersten Mal eine Hauptrolle in einem Bühnenwerk übernehmen. Und zwar wurde die lange Erzählung „Aufzeichnungen einer Wanderin“ (放浪記, Hōrō-ki) von Fumiko Hayashi aus den 1930er Jahren von  Kikuta extra für sie zugeschnitten.
Die Rolle der Fumiko Hayashi wurde zu ihrem Lebenswerk: den Rekord der verstorbenen Schauspielerin Yamamoto Yasue (1902/1906–1992) in „Abend-Kranich“ (夕鶴, Yūzuru) in den 90er Jahren mit 1087 Aufführungen übertraf sie deutlich mit weit mit schließlich 2017 Aufführungen am 29. Mai 2009. Sie erhielt dafür vom Ministerpräsidenten den „Ehrenpreis des Volkes“ (国民栄誉賞, Kokumin eiyō shō) und war damit die dritte Person aus dem Schauspielbereich.
Mori wurde mit zahlreichen weiteren Preise ausgezeichnet, darunter 1990 mit dem Mainichi-Kunstpreis und 1999 mit dem Großen Preis des „Yomiuri-Schauspiel-Preises“ (読売演劇大賞, Yomiuri engeki taishō).
1998 wurde Mori als Person mit besonderen kulturellen Verdiensten geehrt und 2005 mit dem Kulturorden ausgezeichnet.